# Eurya quinquelocularis
Eurya quinquelocularis là một loài thực vật có hoa trong họ Pentaphylacaceae. Loài này được Kobuski mô tả khoa học đầu tiên năm 1939.